# 长尾红叶藤
长尾红叶藤（学名：Rourea caudata）是牛栓藤科红叶藤属的植物。分布于印度以及中国大陆的广西、广东、云南等地，生长于海拔800米的地区，一般生于山地疏林中，目前尚未由人工引种栽培。